# Barrio la Cuesta, Xonacatlan
Barrio la Cuesta är en ort i Mexiko.   Den ligger i kommunen Xonacatlán och delstaten Mexiko, i den sydöstra delen av landet, 40 km väster om huvudstaden Mexico City. Barrio la Cuesta ligger 2 729 meter över havet och antalet invånare är 840.
Terrängen runt Barrio la Cuesta är kuperad åt nordost, men åt sydväst är den platt. Runt Barrio la Cuesta är det tätbefolkat, med 570 invånare per kvadratkilometer. Närmaste större samhälle är Cuajimalpa, 19,6 km öster om Barrio la Cuesta. I omgivningarna runt Barrio la Cuesta växer huvudsakligen savannskog.